# Валентій-Олександр Калиновський
Валентій Александер Калино́вський (пол. Walenty Aleksander Kalinowski; ? — 1620) — урядник та військовий діяч Речі Посполитої. Представник шляхетського роду Калиновських гербу Калинова. Староста брацлавський, вінницький (1605 — 11 квітня 1613), звенигородський (1606), генеральний подільський староста (1614).

## Біографія
Власним коштом збудував новий замок у Вінниці.
1607 року брав участь на стороні короля Сигізмунда III Вази з півторатисячним військом в битві під Гузовим, був поранений. За що, ймовірно, отримав від короля пустинь (незаселене місце), почав будувати замок Умань площею 1000 кв.км, право збирати подимне в усьому Брацлавському воєводстві. В. А. Калиновський сприяв залюдненню краю, заснуванню нових поселень, що приносило йому чималі прибутки; відбудував власним коштом замок y Вінниці, утримував власне військо.
1609—1611 років брав участь з власним військом в походах на Москву. 1610 — до початку 1620 року брацлавський староста, пожертвував 30 000 золотих, 2 села для монастиря єзуїтів, що оселилися у Вінниці.
1612 року приєднався з 400 кіннотниками та 200 піхотинцями до військ під командуванням Томаша Замойського проти татар.
1613 року реґіментар, заступав Станіслава Жолкевського, захищав кордони від татар.
1614 року отримав посаду генерального подільського старости, разом з Кам'янецьким та Летичівським староствами.
1615 року був власником Личківців.
Брав участь в сутичках проти козаків під Яругою та Старою Ольшанкою, в 1616 — над Роставицею.
1620 року брав участь в поході Станіслава Жолкевського під Цецору, де відмовився йому підпорядковуватися. Загинув при переправі через р.Прут. Через стрімку кар'єру мав багато заздрісників серед польської шляхти.
За його наказом в Гусятині (був на той час власністю Калиновських) слугами був закатований батько Северина Наливайка; було відібрано хату, землю, сім'я Наливайків переїхала на Волинь.
Тесть Миколай Струсь заповів струсівський маєток доньці Гелені — дружині В. А. Калиновського.

## Родина
Сини Адам, Єжи, Мартин Калиновські розділили між собою батькові маєтки: 
Адаму дістались Нестервар (Тульчин), Адамгород (Тростянець) та Краспопілля (Кирнасівка);
Єжи став власником Немирова та Могилева;
Мартин отримав родинний замок в Гусятині.
- Батьки:
  - Марцін (Мартин)
  - Зофія (Софія) Сецехівна Щавиньська (польск. Zofia Sieciechówna Szczawińska)

- Дружина:
  - Ельжбета (Гелена) Струсь (польск. Elżbieta Strusiówna)

- Діти:
  - Софія (польск. Zofia Kalinowska)
  - Ізабелла (польск. Izabella Kalinowska)
  - Маріанна (польск. Marianna Kalinowska)
  - Кристина (польск. Krystyna Kalinowska)
  - Адам (польск. Adam Kalinowski)
  - Єжи (польск. Jerzy Kalinowski)
  - Мартин Калиновський (польск. Marcin Kalinowski)